# Idaea santaria
Idaea santaria là một loài bướm đêm trong họ Geometridae.